# JALアカデミー
JALアカデミー株式会社とは、かつて存在したJALグループの教育・研修企業。JALで培ったノウハウをベースとした国際教育・接遇教育・文化教育事業を展開し、5000社を超える実績を持つ。2008年7月の北海道洞爺湖サミットの際は受け入れのためのホスピタリティ研修を実施。また、2008年11月のAPEC人材養成国際フォーラムの際は参加者がJALアカデミーを見学するなど、多くの法人や団体から高い評価を得ていた。
2009年10月1日、伊藤忠グループの総合人材・アウトソーシング企業であるキャプラン株式会社と、JALグループの総合人材・オフィスサービス会社である株式会社JALビジネスと統合し、キャプラン株式会社となる。

## 概要
- 代表　久野 哲

### 事業内容
- 法人・個人を対象とした接遇マナー・国際化等の教育研修
- 各種カルチャー教育

### 拠点
東京・名古屋・大阪

### 株主
- 株式会社日本航空インターナショナル

### 沿革
- 1984年5月 日本航空、営業本部文化事業センター内に教育グループ設置。
- 1985年6月 日本航空の全額出資により「JALコーディネーションサービス株式会社」を設立。接遇マナー教育、英語教育を主な事業に。
- 1989年5月 本社を東京都港区三田から渋谷区恵比寿に移転し「JALアカデミー」開校。
- 1991年4月 国際ビジネスマン養成校「ジ・インスティテュート」を開校。
- 1993年7月 「ジ・インスティテュート」を改組しJALアカデミーに併合。
- 1997年4月 本社ビルを東京都渋谷区恵比寿から渋谷区千駄ヶ谷に移転。
- 1997年7月 日本航空の予約受付業務の受託を分離、別会社化。これに伴い社名を「JALアカデミー株式会社」に変更。
- 2004年4月 銀座教室を開設し、カルチャー事業展開。
- 2009年10月 キャプラン株式会社と株式会社JALビジネスと統合。